# Barbara Hepworth

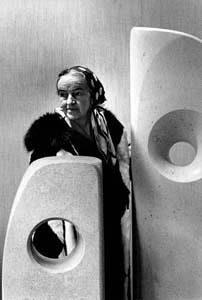
Barbara Hepworth (Foto aus dem Jahr 1966)

Dame Jocelyn Barbara Hepworth DBE (* 10. Januar 1903 in Wakefield, England; † 20. Mai 1975 in St Ives in Cornwall, England) war eine britische Bildhauerin.

## Leben
Jocelyn Barbara Hepworth war das älteste Kind von Herbert und Gertrude Hepworth. Sie besuchte die Girl’s High School in Wakefield und studierte anschließend (1920/21) an der Leeds School of Arts, wo sie Henry Moore kennenlernte. Es folgten Bildhauer-Studien am Royal College of Art in London und Italien. 1924 erhielt Hepworth ein Stipendium für eine einjährige Kunstreise, die sie nach Florenz und Rom führte. 1925 heiratete sie in Siena den Bildhauer John Skeaping. Sie kehrten Ende 1927 nach London zurück. 1929 wurde ihr Sohn Paul geboren.
Kein Kunsthändler in dieser Zeit wollte das Risiko auf sich nehmen, die frühen Werke zweier unbekannter Künstler auszustellen. Die beiden veranstalteten deshalb Ende 1927 ihre erste Ausstellung in ihrem Atelier, durch die sie in Kontakt mit für sie wichtigen Persönlichkeiten und Kunstsammlern kamen. Ein Jahr später folgte eine weitere Ausstellung in der Beaux-Arts Gallery in London zusammen mit John Skeaping und dem Maler William E. C. Morgan. 1931 lernte Hepworth Ben Nicholson kennen, mit dem sie Mitglied der Seven and Five Society wurde, einer Gruppe von sieben Malern und fünf Bildhauern, die neue Impulse in die Kunst bringen wollten (Die Gruppe löste sich 1934 auf). Im selben Jahr trennte sich Hepworth von Skeaping, um mit Nicholson zu leben und zu arbeiten. Die beiden unternahmen 1933 eine Reise nach Frankreich, wo sie Hans Arp, Constantin Brâncuși, Pablo Picasso und Georges Braque trafen. Wichtige Ausstellungen in dieser Zeit waren in London, Liverpool, Manchester und Belfast. Im Oktober 1934 kamen die Drillinge Simon, Rachel und Sarah zur Welt.

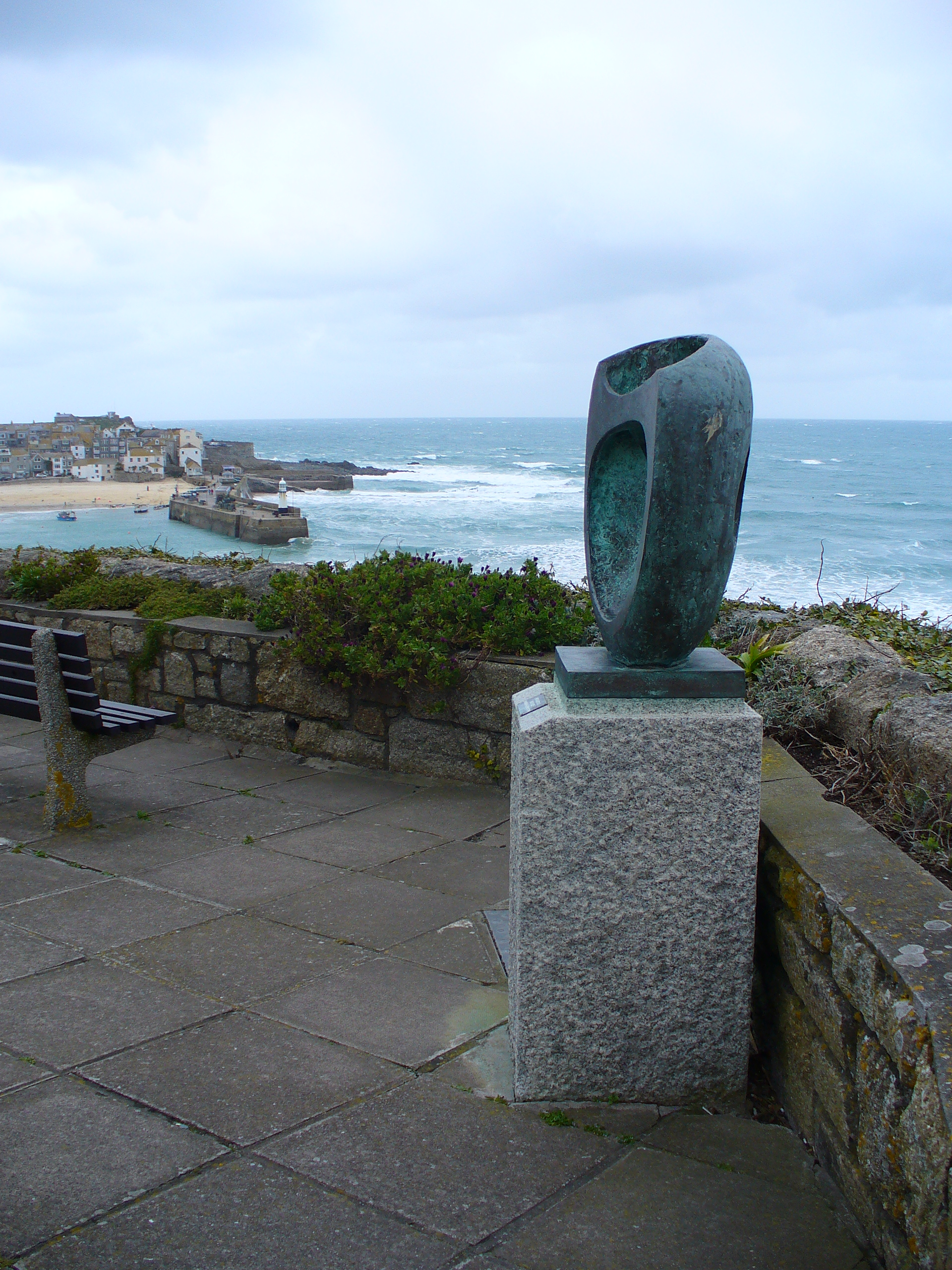
Skulptur von Barbara Hepworth mit Blick auf St Ives

Die folgenden Jahre waren geprägt von Ausstellungen und der intensiven Zusammenarbeit mit anderen Künstlern wie Ben Nicholson, Paul Nash oder Henry Moore. Ein kleiner Kreis interessierter Kunstkenner und -kritiker fand Gefallen an den Arbeiten der jungen Künstler um Hepworth und Moore, die gegen den Mainstream schwammen und mehr und mehr Aufmerksamkeit auf sich zogen.
Im Jahr 1936 wurde die Ausstellung Abstract&Concrete in Oxford eröffnet. In ihr wurden Arbeiten von Mondrian, Kandinsky, Arp, Giacometti, Miró, Calder, Moholy-Nagy, Nicholson, Hepworth, Moore und anderen gezeigt. Im selben Jahr kaufte das Museum of Modern Art, New York, die erste Skulptur von Hepworth.
Im April 1938 stellte sie in einer Ausstellung abstrakter Kunst im Stedelijk Museum, Amsterdam, aus. Im September zog der befreundete Piet Mondrian von Paris nach London, und Nicholson und Hepworth waren ihm dabei behilflich, für ihn eine Unterkunft zu finden. Sie befand sich ganz in der Nähe ihres eigenen Ateliers an der Parkhill Road. Nachdem Nicholson von seiner Frau Winifred geschieden worden war, heiratete sie ihn im November des Jahres. Ein Jahr später bezogen sie ihren Wohnsitz in St Ives in Cornwall, wo sich um das Ehepaar ein Zentrum abstrakter Kunst, die sogenannte Penwith Society of Artists, bildete. Viele weitere Ausstellungen folgten. Unter anderem die erste Retrospektive in Leeds 1943. 1949 kaufte Hepworth das Trewyn Studio in St. Ives, wo sie bis zu ihrem Tod lebte. Die Scheidung von Nicholson erfolgte im Oktober 1951.
Barbara Hepworth war Teilnehmerin der Biennale in Venedig 1950, der documenta 1 (1955) und der documenta II im Jahr 1959 in Kassel. Von ihr stammt die Skulptur Single Form, die in den sechziger Jahren entstand und an UN-Generalsekretär Dag Hammarskjöld erinnert. Für ihre großen Bronzegüsse erwarb Hepworth das Palais de Danse, ein ehemaliges Kino und Tanzstudio, das gegenüber dem Trewyn Studio lag. Im Jahr 1965 wurde sie geadelt. Zehn Jahre später starb sie 72-jährig bei einem Brand in ihrem Atelier. Dieses und der angrenzende Skulpturengarten bilden seit 1980 das Barbara Hepworth Museum. Es steht unter der Leitung der Tate St Ives. Seit 2011 gibt es ein weiteres Museum, das ihrer Kunst gewidmet ist, das The Hepworth Wakefield. 1973 wurde sie als Ehrenmitglied in die American Academy of Arts and Letters gewählt.

## Werk
Die Arbeiten Hans Arps und Constantin Brâncușis hatten großen Einfluss auf Barbara Hepworth Schaffen, und ihre stark abstrahierenden Arbeiten lassen Parallelen zum Werk ihres Freundes Henry Moore erkennen. Ein Beispiel für diese Periode ist ihre 104 cm hohe Figur Hollow Form with White Interior aus Guarea-Holz, die im Juni 2011 bei dem Londoner Auktionshaus Hazlitt Holland-Hibbert versteigert wurde.

Werke (Auswahl)
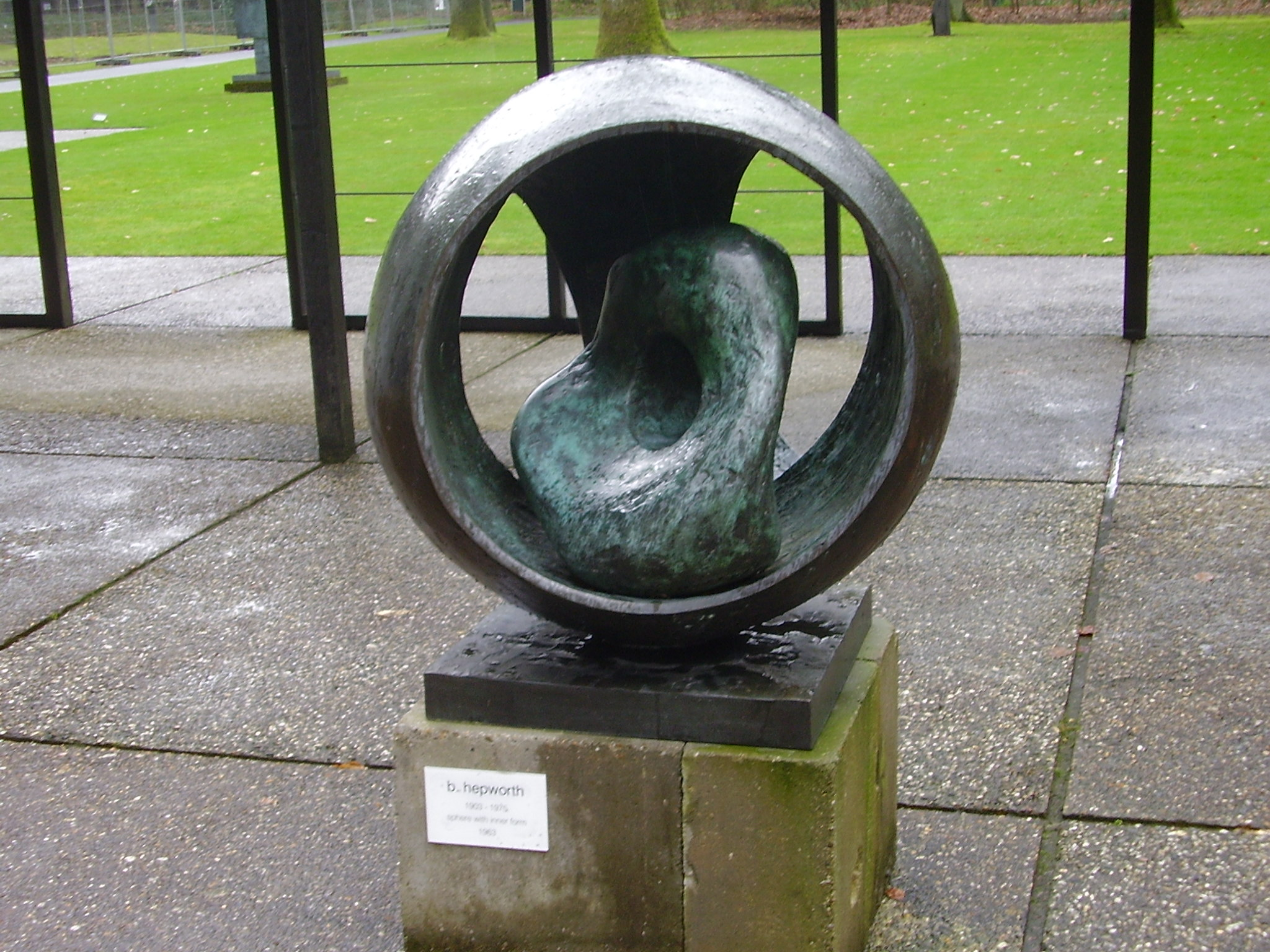
Sphäre mit innerer Form, Kröller-Müller Museum, Otterlo, 1963
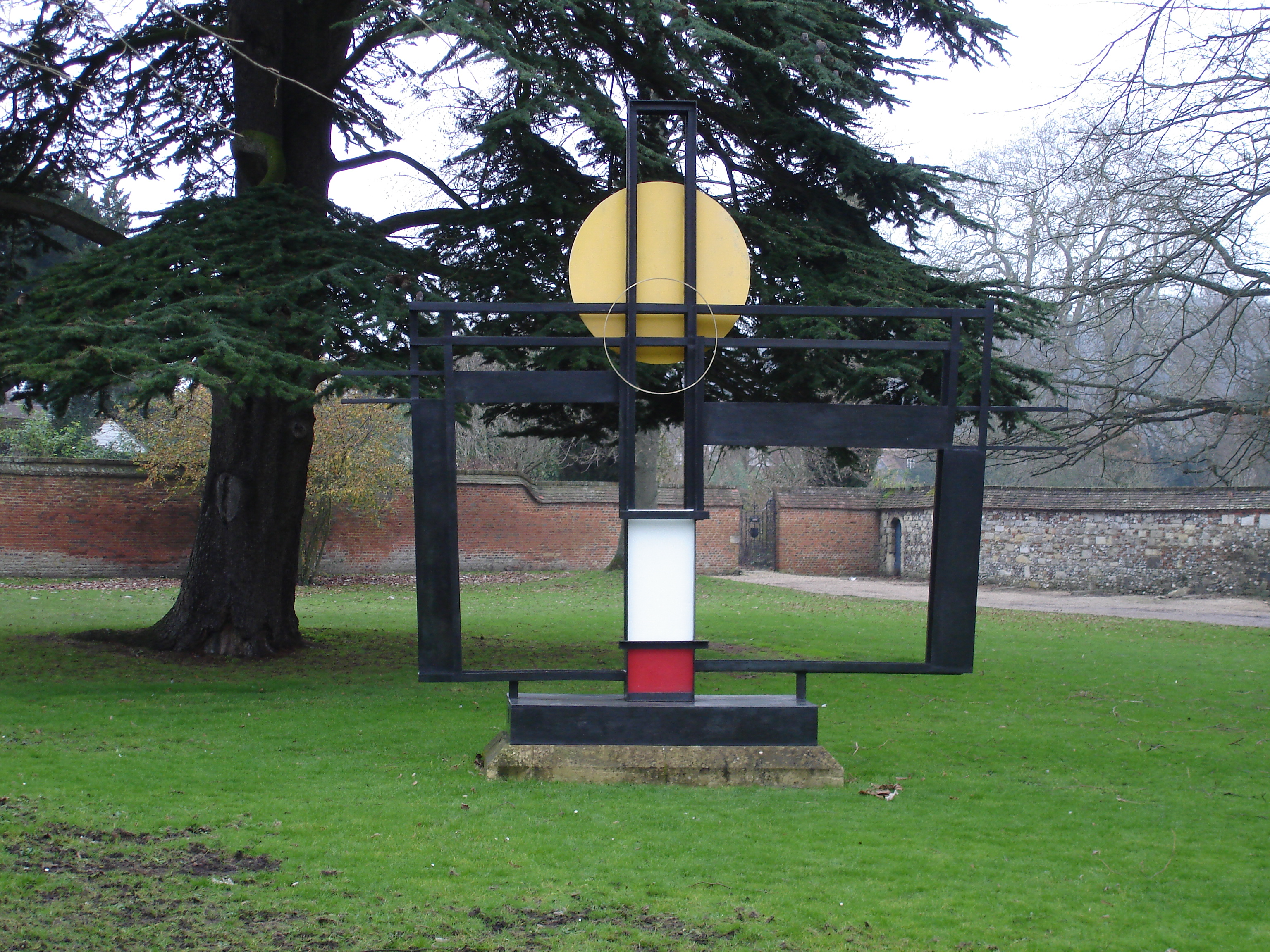
Construction (Crucifixion): Homage to Mondrian, vor Winchester Cathedral
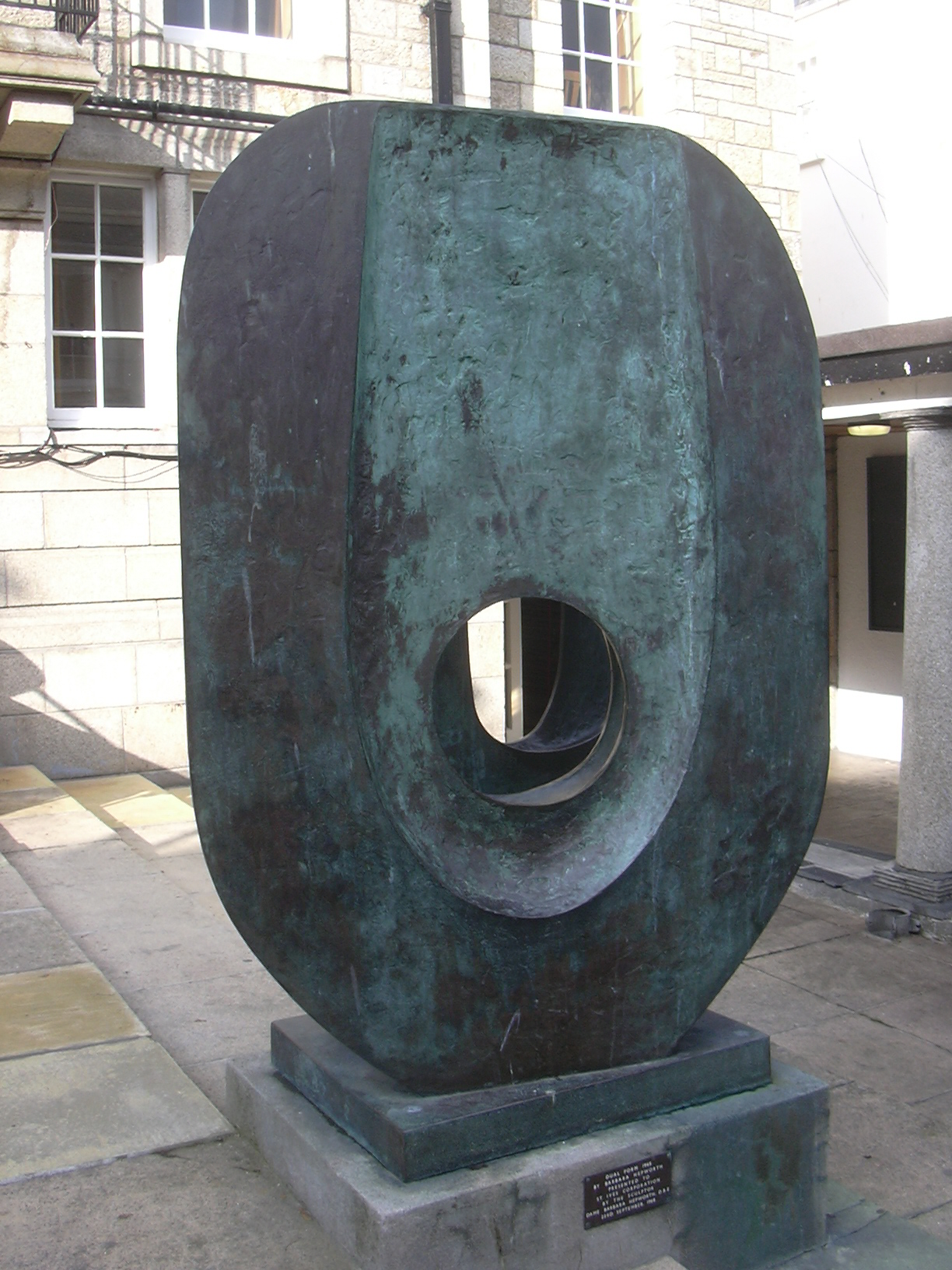
Skulptur vor dem Rathaus von St Ives
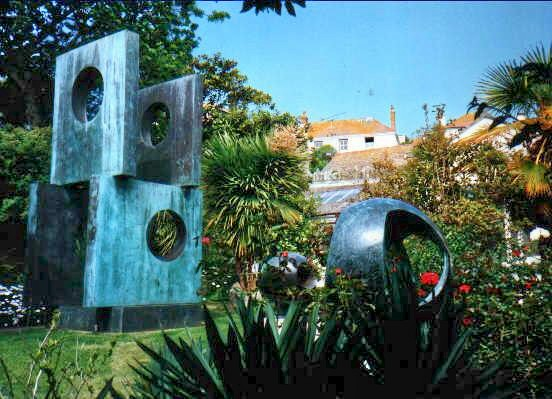
Skulpturen im Hepworth Museum, St Ives

Weitere Werke sind seit Mai 2011 im Museum The Hepworth Wakefield ausgestellt, dessen Bau von dem englischen Architekten David Chipperfield in ihrem Geburtsort Wakefield geplant wurde. Zusätzlich wurden Arbeiten ihrer britischen Zeitgenossen aufgenommen, unter andern von Ben Nicholson, Graham Sutherland, Paul Nash, Patrick Heron, Walter Sickert und internationaler Künstler wie Piet Mondrian, Constantin Brâncuși und Alberto Giacometti.

## Neuere Ausstellungen
- 2015/2016: Barbara Hepworth. Sculpture for a Modern World, Tate Britain, London, 24. Juni – 25. Oktober; Kröller-Müller Museum, Otterlo, 28. November 2015 – 17. April 2016; ab 22. Mai 2016 im Arp Museum Bahnhof Rolandseck, Rolandseck
- 2019/2020: Barbara Hepworth. Musée Rodin, Paris, 5. November 2019 – 22. März 2020
- 2023: Die Befreiung der Form. Barbara Hepworth – Meisterin der Abstraktion im Spiegel der Moderne. Lehmbruck-Museum, Duisburg, 2. April 2023 – 20. August 2023